# Hôtel d'Alsace (Nancy)
Pour l’article homonyme, voir Hôtel d'Alsace.
L’hôtel d'Alsace est un édifice situé dans la ville de Nancy, dans la Meurthe-et-Moselle en région Grand Est.

## Histoire
La façade et la toiture sont inscrites au titre des monuments historiques par arrêté du 25 février 1950.